# ناتاليا كوش رود
ناتاليا كوش رود (بالدنماركية: Natalia Koch Rohde)‏ هي لاعبة كرة الريشة دنماركية، ولدت في 1 أغسطس 1995 في Gentofte Municipality ‏ في الدنمارك.

## وصلات خارجية
- ناتاليا كوش رود على موقع BWF.tournamentsoftware.com (الإنجليزية)
- ناتاليا كوش رود على موقع BWFbadminton.com (الإنجليزية)